# Parisis australis
Parisis australis is een zachte koraalsoort uit de familie Parisididae. De koraalsoort komt uit het geslacht Parisis. Parisis australis werd in 1889 voor het eerst wetenschappelijk beschreven door Wright & studer. 